# Melissa Mars
Melissa Mars (Marsella, 3 de septiembre de 1979) es una actriz y cantante francesa, llamada Melissa Sefrani o Melissa Maylee al principio de su carrera. 

## Biografía
Da sus primeros pasos en el Chocolat Théatre de Marsella y dos años más tarde comienza con sus clases de canto. A los dieciséis años se muda a París, donde un año después obtiene el graduado de Bachillerato científico en el instituto Louis-le-Grand. A pesar de esto, deja los estudios y continúa aprendiendo español, inglés, piano y armónica. También se dedica a escribir escenas cortas y leer obras de teatro moderno (Anouilh, Obaldia, Sartre, Cocteau y Miller).
En 1998, su agente la invita a una cena con André Téchiné y François Bernheim, pero la reunión da un giro inesperado: como ella misma dice, "pasaba la noche, pero la corriente no fluía". François Bernheim quiere oírla cantar. Por ello, Melissa escribe su primera canción con la ayuda de su madre: Papa m'aime pas, seguida de otras cinco más. Es entonces cuando empieza a hacerse llamar Merlissa Mars, en referencia al planeta Marte por su carácter soñador.
Aparte de empezar a dedicarse a la música, obtiene algunos papeles en películas (Un aller simple, Garonne). En marzo de 2003 publica su primer álbum Et Alors!, considerado como el inicio de su carrera. Ya que no se difundieron mucho en los medios, sus próximos sencillos no saldrán a la venta, pero al menos se rodará un videoclip en Bruselas para la canción Et Alors!. Este no será el caso de Quelqu'un. 
A principios de 2005 regresa con su nuevo álbum La Reine des abeilles, cuyo primer sencillo es And… I Hate You. Para que este álbum sonase más folk, cuenta con la colaboración de Franck Langolff. En este año, Melissa colabora en el álbum 9, de Lara Fabian, en la canción Les Homéricains. Poco después, mientras se promueve Dans Ma Bulle Antisismique en los medios de comunicación, Melissa sustituye a Carla Bruni, apareciendo con Louis Bertignac en unas escenas en directo de Los Frôleuses.
A principios de 2006, con su primera serie de conciertos en el Teatro Les Déchargeurs, se instala en el panorama musical caracterizara por la mezcla de géneros, que van desde el pop agridulce hasta el folk o el goth n' rock. En el mismo año sale a la venta una nueva edición de su álbum La Reine des abeilles, incluyendo el remix de And… I Hate You, un dueto único con Irmavep en Chaperon rouge y una nueva versión de Apocalips. Poco después Melissa colabora con Pascal Obispo en dos de sus canciones: La Machine y 1980, lanzado como sencillo en septiembre de 2006 y clasificado en lo alto de las listas de más vendidos. Esto es lo que la lanza a la fama, y después de ello se convierte en la cara de la nueva colección de otoño-invierno de la marca NAF NAF.
En mayo de 2007 lanza el sencillo Love Machine en Internet para anunciar y promocionar el álbum À la recherche de l'amour perdu, a la venta desde septiembre de 2007. Poco antes había salido una edición especial de Love Machine, con cuatro mezclas y una versión en inglés. A este disco debería de haberle seguido una gira, pero solo se mantiene en pie el concierto de París del 10 de diciembre de 2007 en La Cigale.
En 2010 aparece en la película estadounidense Desde París con amor junto a John Travolta y empieza una gira por Francia, Bélgica y Suiza gracias al papel protagonista de Aloysia Webber que interpreta en el musical Mozart, l'opéra rock, dirigido por Olivier Dahan. El musical recibe tres premios en los NRJ Music Awards de 2010 y el álbum es nombrado disco de diamante. 
El 7 de marzo de 2011 sale a la venta su dueto con Riot !n Paris, llamado Digital, acompañado de un videoclip. El 13 de abril de 2011, lanza el sencillo de música electro Et je veux danser, primero en Hotmixradio, para anunciar su cuarto álbum Magnetique.
El 3 de septiembre de 2012 se lanza el sencillo Tweet 'N' Roll, interpretado por primera vez en directo en los Juegos Olímpicos de Verano de 2012, emitidos en France 3. Melissa también consigue un papel en la película estadounidense Glimpse, de Ferarra Daryl, junto al actor Clayton Myers, y poco después aparecerá en la serie estadounidense The Cabining, de Steve Kopera.
Participa en el espectáculo Mozart, l'opéra rock en septiembre de 2014, de gira por Francia, Suiza y Bélgica, acompañado por una orquesta sinfónica de Kiev. La gira, en principio planeada para la primavera de 2014, fue aplazada después de los acontecimientos en Ucrania ·

## Discografía

### Álbumes de estudio
- 2003: Et Alors ! (# 104 Francia)
- 2005/2006: La Reine des abeilles
- 2006: Remixes (digital)
- 2007: À la recherche de l'amour perdu (# 93 Francia)

### Sencillos
| Año  | Título                                                                         | Álbum                               |
| ---- | ------------------------------------------------------------------------------ | ----------------------------------- |
| 2000 | T'am - Tam                                                                     | Ninguno                             |
| 2000 | Qu'elles Aillent Se Faire Voir                                                 | Ninguno                             |
| 2003 | Papa M'aime Pas (#70 France)                                                   | Et Alors !                          |
| 2003 | Et Alors !                                                                     | Et Alors !                          |
| 2003 | Quelqu'un                                                                      | Et Alors !                          |
| 2005 | And... I Hate You                                                              | La Reine des abeilles               |
| 2005 | Dans Ma Bulle Antisismique                                                     | La Reine des abeilles               |
| 2006 | Apocalips                                                                      | La Reine des abeilles               |
| 2006 | 1980 (canción) (dúo con Pascal Obispo) (#3 Belgique, #5 France, #43 Suisse)    | Les Fleurs du bien                  |
| 2007 | Love Machine (#93 France)                                                      | À la recherche de l'amour perdu     |
| 2008 | Et Si Nous 2 (dúo con Pascal Obispo)                                           | À la recherche de l'amour perdu     |
| 2008 | Army Of Love                                                                   | À la recherche de l'amour perdu     |
| 2009 | Le Bien Qui Fait Mal                                                           | Mozart, l'opéra rock                |
| 2009 | Bim Bam Boum                                                                   | Mozart, l'opéra rock                |
| 2010 | C'est Bientôt La Fin                                                           | Mozart, l'opéra rock                |
| 2011 | Digital (vs Riot !n Paris)                                                     |                                     |
| 2011 | Et Je Veux Danser / Just Only Wanna Dance                                      |                                     |
| 2012 | Week-End Love (dúo con Dogwalker)                                              |                                     |
| 2012 | Je reprends ma route (con 40 artistas, para la asociación La Voix de L'Enfant) |                                     |
| 2012 | Tweet N' Roll (guitarra)                                                       |                                     |
| 2014 | Beautiful                                                                      | 52 songs for Happiness by Coca-Cola |
| 2014 | Happiness Remix (17 cantantes de la compilación de Coca-Cola)                  | 52 songs for Happiness by Coca-Cola |
| 2014 | Tweet N' Roll (sencillo)                                                       |                                     |

### Participación
- 2002: Garonne, la banda sonora de la saga Garona. Melissa interpreta cuatro canciones.
- 2005: Les Homéricains, Dúo con Lara Fabian, álbum 9 (Neuf)
- 2006: Le Machine, dúo con Pascal Obispo, álbum Les Fleurs du bien
- 2007: Participa en la banda sonora de Eden Log.
- 2009: Mozart l'Opéra Rock, álbum (# 2 Francia)
- 2009: Six Pieds Sous Terre (con Claire Perot), álbum Mozart l'Opéra Rock
- 2009: L'Operap (con Claire Perot y Mikelangelo Loconte), álbum Mozart l'Opéra Rock
- 2009 Bonheur de Malheur (con Claire Perot), álbum Mozart l'Opéra Rock
- 2009 Debout les Fous (con Mikelangelo Loconte, Florent Mothe, Claire Perot, Maeva Meline Solal y Merwan Rim), álbum Mozart l'Opéra Rock
- 2010: L'amour C'est Ma Guerre, álbum Mozart l'Opéra Rock
- 2012: Participa en el sencillo benéfico Je reprends ma route a favor de la asociación La voz del niño[4]
- 2012: Firma la banda sonora del cortometraje Glimpse, donde también interpreta la canción Dead Flower.
- 2014: Interpreta el tema principal de la película The Cabining donde es también una de las actrices principales.

## Filmografía
- 2001: Un aller simple, de Laurent Heynemann.
- 2010: Desde París con amor, de Pierre Morel, protagonizada por John Travolta y Jonathan Rhys Meyers.
- 2014: The Cabining, con Mike Kopera, Bo Keister Steve Kopera y David Silverman.
- 2015: Curse of Mesopotamia, con Karim Saidi, Terrell Carter y Omar Lauand.
- 2015: Sorrow, de Millie Loredo, con Vannessa Vásquez y Andrew Sensenig
- 2015:Assassin's Game, con Tom Sizemore, Vivica A. Fox y Anoop Rangi.
- 2015: 6 Ways to Die, con Vinnie Jones, Michael René Walton, Vivica A. Fox y Nadeem Soumah
- 2015: Texas Zombie Wars, con Mikal Vega, Marcos Gracía, Patterson Blitch y AK Waters.
- 2015: The Letter Red, con Angelica Bridges, Rachel Reilly y Joston Theney.
- 2015: Lost Angelas, con David Proval, Korrina Rico Ana María Manso y William Wayne.

### TV
- 1996: Titane, de Daniel Moosmann
- 2000 PJ, de Gerard Vergez (serie de TV de France 2)
- 2002: Garonne (donde interpretó la banda sonora), de Claude d'Anna
- -: Khamsa, de Ahmed Omar Aksas y Lauand (serie de TV)

### Cortometrajes
- 1998: Locked-in Syndrome, de Isabelle Ponnet (cortometraje)
- 1998: Le Rire du bourreau, de Elsa Chabrol (cortometraje)
- 2009 Chaperon noir, de Melissa Mars y Mick Bulle (cortometraje)
- 2012: The Fall, de Charles-Henri Vidaud (cortometraje)
- 2013: Glimpse, de Daryl Ferrara (cortometraje)
- 2013: My Cage, de Guillaume Campanacci (cortometraje)
- 2014: Je suis coupable, de Karine Lima (cortometraje presentado en el Festival de Cine de Nikon)